# 斎田喬
斎田 喬（さいだ たかし、1895年7月15日 - 1976年5月1日）は、日本の児童劇作家・画家。
香川県那珂郡丸亀町出身。1916年香川県師範学校卒、京都高等工芸学校卒。1920年小原国芳の招きで成城小学校の教師となり、学校劇運動、自由画教育運動を指導。1933年退職。1934-1947年児童劇団テアトロ・ピッコロで劇作、演出。1948年児童劇作家協会を設立、委員長となる（のち日本児童演劇協会）。1955年「斎田喬児童劇選集」で芸能選奨文部大臣賞受賞。児童文学の挿画も描いた。演劇教育研究所理事長、児童演劇協会名誉会長。

## 著書
- 『童話随身様の話』児童図書館叢書 イデア書院、1926
- 『蝶になる 児童劇集』玉川学園出版部、1931
- 『斎田喬児童劇大鑑』弘学社、1935
- 『純正学校劇 高中低学年篇』三友社、1937
- 『非常時日本の学芸会資料』弘学社、1937
- 『児童劇選集 低学年用,中学年用,高学年用』啓文社、1938
- 『建設期に於ける学芸会新資料』啓文社、1939
- 『国民学校 学校劇新選集 初学年用』啓文社、1942
- 『峠』脚本 伊藤文乙美術 興亞画劇、1945.7
- 『のぞきめがね 児童劇集』著・絵 中央公論社 ともだち文庫、1946
- 『鳥になる子供 幼児劇』愛育社 愛育文庫、1947
- 『おばけやしき 児童劇集』富貴書店、1949
- 『学校劇脚本集』作・絵 あかね文庫、1950
- 『ちょうちょのおやど 1・2年生のげき集』さいだたかし著、社会教育連合会編、こむらふみ絵、印刷局、学級文庫、1950
- 『八つの幸福 高学年の児童劇』二葉書店 二葉学習文庫、1950
- 『ぼくらの学芸会 学校劇脚本集』大西良治絵、あかね書房、1951
- 『斎田喬児童劇選集 1〜6学年用,中学校用』牧書店、1954-1955
- 『赤いリンゴ 学校劇』太賀正絵、泰光堂、1957、私たちのほんだなシリーズ 5年生
- 『学校劇代表作選 小学校1〜6年』牧書店、1959
- 『つきまつりのよる』立野保之介画、童心社、1960、よいこのシリーズ
- 『からすのあかちゃん』遠藤てるよ画、童心社、1961、美しい心シリーズ
- 『斎田喬幼年劇全集』1〜3学期編、誠文堂新光社、1961-1962
- 『おたんじょうびうれしいな』前田六郎曲 中野慶子語り・歌 童心社、1962
- 『斎田喬自選学校劇脚本全集、1-6年』牧書店、1963
- 『ピッポの家 随筆集』表現社、1963
- 『思いでの泣きぼくろ』松井行正絵、牧書店、1972、新少年少女教養文庫
- 『児童劇作十話』西村松雄,蓑田正治編、晩成書房、1980

### 共編著
- 『教室劇集 低学年用』信田秀一共著、文化書房、1931
- 『学校劇選集 高学年用,低学年用』編、北海出版社、1934
- 『学校劇の指導』内山嘉吉共著、西荻書店、1949
- 『新学校劇選集 小,中学校用』落合聡三郎共編、明治図書出版社、1949
- 『ミドリのクレヨン 学校劇集』編、信濃教育会出版部 学習文庫、1951
- 『国語学習と学校劇』編、牧書店、1952
- 『中学年のための新学校劇選』落合聡三郎共編、誠文堂新光社、1952、学校劇シリーズ
- 『学校音楽劇 低・中・高学年』編、初山滋絵、誠文堂新光社、1955
- 『学芸会 企画から反省まで』生越嘉治共編、牧書店、1956
- 『学校舞踊劇 低,中,高学年』共編、誠文堂新光社、1957
- 『手近な材料でできる人形劇とテーブル劇場』村上幸雄共著、黎明書房、1965、指導者の手帖
- 『幼児劇 クラス全員が出演できる』永井鱗太郎共著、あすなろ書房、1969

### 翻訳
- ユーゴー『レ・ミゼラブル物語』訳編、玉川学園出版部、児童図書館叢書、1930

## 参考
- 『日本近代文学大事典』講談社、1984
- コトバンク

## 注
1. ↑  『文藝年鑑』1966年